# Wasilij Syrowatczenko
Wasilij Wasiljewicz Syrowatczenko (ros. Васи́лий Васи́льевич Сырова́тченко, ur. 19 stycznia 1907 w Krasnej Jarudze w guberni kurskiej, zm. ?) – radziecki działacz partyjny i państwowy.

## Życiorys
Studiował wieczorowo w Moskiewskim Instytucie Łączności, został członkiem WKP(b), stał na czele rady wiejskiej i służył w Armii Czerwonej. Później pracował we Wszechzwiązkowej Radzie Spółdzielczo-Przemysłowej i spółdzielni przemysłowej w Iwanowie, od lipca 1942 do września 1944 był przewodniczącym Komitetu Wykonawczego Rady Miejskiej Włodzimierza, od 1944 do 30 maja 1946 przewodniczącym Komitetu Wykonawczego Włodzimierskiej Rady Obwodowej, następnie zastępcą przewodniczącego Komitetu Wykonawczego Włodzimierskiej Rady Obwodowej. Był odznaczony Orderem Wojny Ojczyźnianej I klasy i Orderem Czerwonego Sztandaru Pracy.